# 산다 나오키
산다 나오키(일본어: 三田 尚希, 1992년 8월 16일~)는 일본의 축구 선수이다.

## 구단 경력
그는 2015년 일본 지역 리그의 라인미어 아오모리에 입단했다. 2016년부터 일본 풋볼 리그로 승격했다. 2017년부터 2018년까지 FC 이마바리에서 뛰었다. 2019년 J3리그의 반라우레 하치노헤로 이적했다. 2020년 AC 나가노 파르세이루로 이적했다.